# Mistrzostwa Świata w Piłce Nożnej Plażowej 2006
XII Mistrzostwa Świata w Piłce Nożnej Plażowej - turniej piłki nożnej plażowej, który odbył się w dniach 2-12 listopada 2006 w Rio de Janeiro na Copacabanie w Brazylii pod patronatem FIFA i Beach Soccer Worldwide, który wyłonił mistrza świata w plażowej piłce nożnej. 
W tych mistrzostwach po raz pierwszy w historii wystąpiła reprezentacja Polski, która wywalczyła awans z 3 miejsca w Europie podczas finałów Europejskiej Ligi Beach Soccera w Marsylii we Francji. Po porażkach 2:9 z Brazylią, 2:4 z USA i zwycięstwie 8:5 z Japonią, zespół odpadł po fazie grupowej. 
Mistrzem Świata po raz dziesiąty została Brazylia, która w finale pokonała Urugwaj 4:1. Trzecie miejsce przypadło obrońcom tytułu Francuzom, którzy pokonali Portugalię 7:4. Królem strzelców został Madjer (Portugalia) z 21 golami.

## Zakwalifikowane drużyny
| Drużyna           | Strefa kwalifikacyjna | Liczba występów do tej pory | Najlepszy wynik                                                    | Ostatni występ |
| ----------------- | --------------------- | --------------------------- | ------------------------------------------------------------------ | -------------- |
| Bahrajn           | Azja                  | debiutant                   | debiutant                                                          | debiutant      |
| Japonia           | Azja                  | 4                           | IV miejsce (2000)                                                  | 2005           |
| Iran              | Azja                  | debiutant                   | debiutant                                                          | debiutant      |
| Nigeria           | Afryka                | debiutant                   | debiutant                                                          | debiutant      |
| Kamerun           | Afryka                | debiutant                   | debiutant                                                          | debiutant      |
| Kanada            | Ameryka Północna      | 2                           | Ćwierćfinał (1999)                                                 | 1999           |
| Stany Zjednoczone | Ameryka Północna      | 10                          | II miejsce (1995)                                                  | 2005           |
| Argentyna         | Ameryka Południowa    | 9                           | III miejsce (2001)                                                 | 2005           |
| Brazylia          | Ameryka Południowa    | 11                          | Mistrzostwo (1995, 1996, 1997, 1998, 1999, 2000, 2002, 2003, 2004) | 2005           |
| Urugwaj           | Ameryka Południowa    | 11                          | II miejsce (1996, 1997)                                            | 2005           |
| Wyspy Salomona    | Oceania               | debiutant                   | debiutant                                                          | debiutant      |
| Francja           | Europa                | 9                           | Mistrzostwo (2005)                                                 | 2005           |
| Hiszpania         | Europa                | 8                           | II miejsce (2003, 2004)                                            | 2005           |
| Portugalia        | Europa                | 9                           | Mistrzostwo (2001)                                                 | 2005           |
| Polska            | Europa                | debiutant                   | debiutant                                                          | debiutant      |
| Włochy            | Europa                | 10                          | III miejsce (1996)                                                 | 2004           |

## Faza grupowa
Objaśnienia
Lp. - miejsce
M - mecze
Z - zwycięstwa
P - porażki,
Bramki - zdobyte i stracone bramki
Pkt. - punkty

### Grupa A
| Zespół            | Pkt | M | W | WD | PD | P | Br+ | Br− | +/− |
| ----------------- | --- | - | - | -- | -- | - | --- | --- | --- |
| Brazylia          | 9   | 3 | 3 | 0  | 0  | 0 | 29  | 10  | +19 |
| Japonia           | 3   | 3 | 1 | 0  | 0  | 2 | 15  | 22  | -7  |
| Polska            | 3   | 3 | 1 | 0  | 0  | 2 | 12  | 18  | -6  |
| Stany Zjednoczone | 3   | 3 | 1 | 0  | 0  | 2 | 14  | 20  | -6  |

| 3 listopada 2006 09:40 | Stany Zjednoczone · Raphael Xexeo 10' · Francis Fabreroff 17' · Yuri Morales 30' · Mario Chimienti 35' | 4:8(1:2, 1:3, 2:3) | Japonia · 2', 16', 25' Katsuhiro Yoshii · 10' Nauyoki Kuroki · 19', 35' Takeshi Kawaharazuka · 21' Masahiko Toma · 27' Noriaki Maruo | Copacabana Beach Soccer Arena Widzów: 6 000 |
|                        | |                    | |                                             |

| 3 listopada 2006 11:00 | Brazylia · Benjamin 2' · Betinho 10', 14' · Buru 12', 31' (k) · Junior Negrao 12', 35' · Andre 16', 34' | 9:2(4:0, 2:1, 3:1) | Polska · 19' Marek Żuk · 36' Bogusław Saganowski | Copacabana Beach Soccer Arena Widzów: 10 000 |
|                        | |                    |                                                  |                                              |

| 5 listopada 2006 11:00 | Brazylia · Benjamin 2', 16', 18', 27' · Junior Negrao 9', 20' · Bruno 9', 11', 12' · Bueno 26' | 10:2(5:1, 3:0, 2:1) | Japonia · 5' Kenyo Shiokawa · 32' Tomoya Uehara | Copacabana Beach Soccer Arena Widzów: 10 000 |
|                        |                                                                                                |                     |                                                 |                                              |

| 5 listopada 2006 12:20 | Polska · Bogusław Saganowski 5' · Marek Żuk 27' (k) | 2:4(1:1, 0:2, 1:1) | Stany Zjednoczone · 4' (k), 29' Mario Chimienti · 17' Brendon Taguinod · 19' Benyam Astorga | Copacabana Beach Soccer Arena Widzów: 6 000 |
|                        |                                                     |                    |                                                                                             |                                             |

| 7 listopada 2006 11:00 | Brazylia · Junior Negrao 2', 21' · Benjamin 4', 5', 6' · Bruno 10', 12', 15' · Buru 24' · Betinho 25' | 10:6(6:3, 3:2, 1:1) | Stany Zjednoczone · 10', 12', 24' Raphael Xexeo · 11', 23' Benyam Astorga · 25' Brendon Taguinod | Copacabana Beach Soccer Arena Widzów: 10 000 |
|                        | |                     |                                                                                                  |                                              |

| 7 listopada 2006 11:40 | Polska · Bogusław Saganowski 1', 15', 22', 23', 26' · Witold Ziober 15' · Kamil Bartczak 24' · Wojciech Polakowski 32' | 8:5(1:1, 5:2, 2:2) | Japonia · 2', 29', 36' Takeshi Kawaharazuka · 15' Nauyoki Kuroki · 19' Masahiko Toma | Copacabana Beach Soccer Arena Widzów: 2 000 |
|                        | |                    |                                                                                      |                                             |

### Grupa B
| Zespół    | Pkt | M | W | WD | PD | P | Br+ | Br− | +/− |
| --------- | --- | - | - | -- | -- | - | --- | --- | --- |
| Francja   | 9   | 3 | 3 | 0  | 0  | 0 | 21  | 8   | +13 |
| Kanada    | 5   | 3 | 1 | 1  | 0  | 1 | 11  | 14  | -3  |
| Hiszpania | 3   | 3 | 1 | 0  | 0  | 2 | 10  | 12  | -2  |
| Iran      | 0   | 3 | 0 | 0  | 1  | 2 | 10  | 18  | -8  |

| 3 listopada 2006 12:20 | Kanada · Ian Diaz 4' · Sipho Sibiya 8', 15', 27', 33' · Kyle Yamada 36' | 6:6 (dog.) k. 1:0(2:1, 1:4, 3:1, 0:0) | Iran · 1', 16', 35' Mohammad Ahmadzadeh · 14' Alimirza Ostavari · 16' Faroogh Dara · 23' Hassan Abdollahi | Copacabana Beach Soccer Arena Widzów: 5 000 |
|                        |                                                                         |                                       | |                                             |
|                        |                                                                         | Rzuty karne                           | |                                             |
| Sipho Sibiya           |                                                                         | Mohammad Ahmadzadeh                   | |                                             |

| 3 listopada 2006 13:40 | Hiszpania · Amarelle 6', 8', 34' · Alfonso 34' | 4:7(2:0, 0:3, 2:4) | Francja · 17' Stephane Francois · 20' Marc Libbra · 23', 27', 27' Didier Samoun · 25' Jean-Marc Edouard · 27' Jeremy Basquaise | Copacabana Beach Soccer Arena Widzów: 5 000 |
|                        |                                                |                    | |                                             |

| 5 listopada 2006 09:40 | Francja · Laurent Casro 6' · Jeremy Basquaise 19', 20', 29' · Sebastien Perez 21', 31' · Stephane Francois 33' · Noel Sciortino 35' | 8:1(1:0, 3:0, 4:1) | Kanada · 26' Chris Lemire | Copacabana Beach Soccer Arena Widzów: 5 000 |
|                        | |                    |                           |                                             |

| 5 listopada 2006 11:40 | Iran · Hamid Rezeipoor 8' | 1:6(1:1, 0:2, 0:3) | Hiszpania · 5' Alfonso · 14' Johnny · 18', 36' (k) Nico · 27', 29' Amarelle | Copacabana Beach Soccer Arena Widzów: 5 000 |
|                        |                           |                    |                                                                             |                                             |

| 7 listopada 2006 09:40 | Francja · Laurent Casro 2' · Noel Sciortino 10' · Didier Samoun 12' · Marc Libbra 23' · Jeremy Basquaise 31', 31' | 6:3(3:0, 1:1, 2:2) | Iran · 18' Abbas Hasempour · 28' Mohammad Ahmadzadeh · 30' Faroogh Dara | Copacabana Beach Soccer Arena Widzów: 4 000 |
|                        | |                    |                                                                         |                                             |

| 7 listopada 2006 12:20 | Hiszpania | 0:4(0:1, 0:1, 0:2) | Kanada · 12', 34' Kyriakos Seleidopoulos · 16' Sipho Sibiya · 36' Kyle Yamada | Copacabana Beach Soccer Arena Widzów: 5 000 |
|                        |           |                    |                                                                               |                                             |

### Grupa C
| Zespół         | Pkt | M | W | WD | PD | P | Br+ | Br− | +/− |
| -------------- | --- | - | - | -- | -- | - | --- | --- | --- |
| Portugalia     | 9   | 3 | 3 | 0  | 0  | 0 | 29  | 9   | +20 |
| Urugwaj        | 3   | 3 | 1 | 0  | 1  | 1 | 17  | 13  | +4  |
| Wyspy Salomona | 3   | 3 | 1 | 0  | 0  | 2 | 12  | 26  | -14 |
| Kamerun        | 2   | 3 | 0 | 1  | 0  | 2 | 8   | 18  | -10 |

| 2 listopada 2006 11:00 | Portugalia · Alan 2', 7' · Madjer 11', 34' · Hernani 34' | 5:4(3:3, 0:1, 2:0) | Urugwaj · 5' Coco · 9' Matias · 10' Oli · 18' Pampero | Copacabana Beach Soccer Arena Widzów: 3 000 |
|                        |                                                          |                    |                                                       |                                             |

| 2 listopada 2006 13:40 | Wyspy Salomona · James Naka 5', 18', 31', 35' · Gideon Omokirio 8' | 5:2(2:0, 1:0, 2:2) | Kamerun · 32' Etienne Ngiladjoe · 33' Ekwalla Eyoum | Copacabana Beach Soccer Arena Widzów: 5 000 |
|                        |                                                                    |                    |                                                     |                                             |

| 4 listopada 2006 09:40 | Urugwaj · Coco 4' · Miguel 12', 22' · Fabian 13' · Pampero 14', 25' · Damian 21' · Matias 28' · Parrillo 30' · Seba 32' | 10:5(2:0, 4:2, 4:3) | Wyspy Salomona · 16', 31' Henry Koto · 20' Sylvester Rogy · 29' James Naka · 36' Gideon Omokirio | Copacabana Beach Soccer Arena Widzów: 4 000 |
|                        | |                     |                                                                                                  |                                             |

| 4 listopada 2006 12:20 | Kamerun · Medrano Tamen 9', 26', 28' | 3:10(1:3, 0:4, 2:3) | Portugalia · 2', 3' (k), 3', 13', 18', 29' Madjer · 17' Alan · 17', 35' Marinho · 34' (k) Gustavo | Copacabana Beach Soccer Arena Widzów: 5 000 |
|                        |                                      |                     |                                                                                                   |                                             |

| 6 listopada 2006 11:00 | Kamerun · Etienne Ngiladjoe 9' · Valery Bithe 18', 32' | 3:3 (dog.) k. 1:0(1:0, 1:1, 1:2, 0:0) | Urugwaj · 15', 30' Pampero · 27' Miguel | Copacabana Beach Soccer Arena Widzów: 1 300 |
|                        |                                                        |                                       |                                         |                                             |
|                        |                                                        | Rzuty karne                           |                                         |                                             |
| Ekwalla Eyoum · Nyamsi |                                                        | Pampero · Fabian                      |                                         |                                             |

| 6 listopada 2006 13:40 | Wyspy Salomona · Richard Anisua 20' · Joe Luwi 23' | 2:14(0:4, 2:5, 0:5) | Portugalia · 2', 8', 13', 14' Madjer · 4' Marinho · 9', 18' Alan · 17' Pedro Jorge · 23', 35' Gustavo · 25' Hernani · 27', 31' Belchior · 36' Ricardo Loja | Copacabana Beach Soccer Arena Widzów: 800 |
|                        |                                                    |                     | |                                           |

### Grupa D
| Zespół    | Pkt | M | W | WD | PD | P | Br+ | Br− | +/− |
| --------- | --- | - | - | -- | -- | - | --- | --- | --- |
| Argentyna | 9   | 3 | 3 | 0  | 0  | 0 | 10  | 6   | +4  |
| Bahrajn   | 5   | 3 | 1 | 1  | 0  | 1 | 10  | 9   | +1  |
| Nigeria   | 3   | 3 | 1 | 0  | 1  | 1 | 13  | 13  | 0   |
| Włochy    | 0   | 3 | 0 | 0  | 0  | 3 | 6   | 11  | -5  |

| 2 listopada 2006 09:40 | Argentyna · Santiago Hilaire 6', 27' · Federico Hilaire 9' · Facundo Minici 15', 34' | 5:4(2:2, 1:2, 2:0) | Nigeria · 3' Gabriel Agu · 10', 19' Ifeanyi Onigbo · 18' Suleiman Usman | Copacabana Beach Soccer Arena Widzów: 3 000 |
|                        |                                                                                      |                    |                                                                         |                                             |

| 2 listopada 2006 12:20 | Włochy · Roberto Pasquali 23', 35' | 2:4(0:2, 1:0, 1:2) | Bahrajn · 5' Hassan · 5', 32' Rashed Salem · 28' Yaqoob Nesuf | Copacabana Beach Soccer Arena Widzów: 5 000 |
|                        |                                    |                    |                                                               |                                             |

| 4 listopada 2006 11:00 | Nigeria · Bartholomew Ibenegbu 14' · Isiaka Olawale 29', 35' · Ifeanyi Onigbo 36' | 4:3(0:1, 1:2, 3:0) | Włochy · 11' Ahmed El Hafez · 16' (k), 17' Roberto Pasquali | Copacabana Beach Soccer Arena Widzów: 5 000 |
|                        |                                                                                   |                    |                                                             |                                             |

| 4 listopada 2006 13:40 | Bahrajn · Adnan Ebrahim 7' | 1:2(1:1, 0:0, 0:1) | Argentyna · 12' Ezequiel Hilaire · 26' Federico Hilaire | Copacabana Beach Soccer Arena Widzów: 6 000 |
|                        |                            |                    |                                                         |                                             |

| 6 listopada 2006 09:40                                    | Bahrajn · Rashed Salem 16', 33' · Adnan Ebrahim 22' (k) · Abdullah Omar 30', 32' | 5:5 (dog.) k. 4:3(0:1, 2:1, 3:3, 0:0)                          | Nigeria · 2' Isiaka Olawale · 14' Bartholomew Ibenegbu · 28' Ogbonnaya Okemmiri · 36' Gabriel Agu · 36' Uga Okpara | Copacabana Beach Soccer Arena Widzów: 800 |
|                                                           |                                                                                  |                                                                | |                                           |
|                                                           |                                                                                  | Rzuty karne                                                    | |                                           |
| Rashed Salem · Hassan · Adnan Ebrahim · Ebrahim Amulghawi |                                                                                  | Gabriel Agu · Isiaka Olawale · Ifeanyi Onigbo · Suleiman Usman | |                                           |

| 6 listopada 2006 12:20 | Włochy · Paolo Palmacci 28' | 1:3(0:1, 0:1, 1:1) | Argentyna · 1', 24' Federico Andrade · 26' Santiago Hilaire | Copacabana Beach Soccer Arena Widzów: 1 400 |
|                        |                             |                    |                                                             |                                             |

## Faza pucharowa
|  |              |              |                 |                 |       |           |              |              |                   |                   |                   |       |       |
|  | Ćwierćfinały | Ćwierćfinały | Ćwierćfinały    |                 |       | Półfinały | Półfinały    | Półfinały    |                   |                   | Finał             | Finał | Finał |
|  | Ćwierćfinały | Ćwierćfinały | Ćwierćfinały    |                 |       | Półfinały | Półfinały    | Półfinały    |                   |                   | Finał             | Finał | Finał |
|  | 9 listopada  |              |                 |                 |       |           |              |              |                   |                   |                   |       |       |
|  |              |              |                 |                 |       |           |              |              |                   |                   |                   |       |       |
|  | Francja      | Francja      | 3               |                 |       |           |              |              |                   |                   |                   |       |       |
|  | Francja      | Francja      | 3               | 11 listopada    |       |           |              |              |                   |                   |                   |       |       |
|  | Japonia      | Japonia      | 2               |                 |       |           |              |              |                   |                   |                   |       |       |
|  | Japonia      | Japonia      | 2               |                 |       | Francja   | Francja      | 2 (0)        |                   |                   |                   |       |       |
|  | 9 listopada  |              |                 |                 |       | Francja   | Francja      | 2 (0)        |                   |                   |                   |       |       |
|  |              |              | Urugwaj (karne) | Urugwaj (karne) | 2 (1) |           |              |              |                   |                   |                   |       |       |
|  | Argentyna    | Argentyna    | Urugwaj (karne) | Urugwaj (karne) | 2 (1) | 1         |              |              |                   |                   |                   |       |       |
|  | Argentyna    | Argentyna    |                 |                 |       | 1         | 12 listopada |              |                   |                   |                   |       |       |
|  | Urugwaj      | Urugwaj      | 2               |                 |       |           |              |              |                   |                   |                   |       |       |
|  | Urugwaj      | Urugwaj      | 2               |                 |       | Urugwaj   | Urugwaj      | 1            |                   |                   |                   |       |       |
|  | 9 listopada  |              |                 |                 |       | Urugwaj   | Urugwaj      | 1            |                   |                   |                   |       |       |
|  |              |              | Brazylia        | Brazylia        | 4     |           |              |              |                   |                   |                   |       |       |
|  | Brazylia     | Brazylia     | Brazylia        | Brazylia        | 4     | 12        |              |              |                   |                   |                   |       |       |
|  | Brazylia     | Brazylia     | 11 listopada    |                 |       | 12        |              |              |                   |                   |                   |       |       |
|  | Kanada       | Kanada       | 1               |                 |       |           |              |              |                   |                   |                   |       |       |
|  | Kanada       | Kanada       | 1               |                 |       | Brazylia  | Brazylia     | 7            | Mecz o 3. miejsce | Mecz o 3. miejsce | Mecz o 3. miejsce |       |       |
|  | 9 listopada  |              |                 |                 |       | Brazylia  | Brazylia     | 7            | Mecz o 3. miejsce | Mecz o 3. miejsce | Mecz o 3. miejsce |       |       |
|  |              |              | Portugalia      | Portugalia      | 4     |           |              | 12 listopada | 12 listopada      | 12 listopada      |                   |       |       |
|  | Portugalia   | Portugalia   | Portugalia      | Portugalia      | 4     | 6         |              | 12 listopada | 12 listopada      | 12 listopada      |                   |       |       |
|  | Portugalia   | Portugalia   |                 |                 |       |           |              | Francja      | Francja           | 6                 |                   |       |       |
|  | Bahrajn      | Bahrajn      | 2               |                 |       |           |              |              | Francja           | 6                 |                   |       |       |
|  | Bahrajn      | Bahrajn      | 2               |                 |       |           |              | Portugalia   | Portugalia        | 4                 |                   |       |       |
|  |              |              |                 |                 |       |           |              |              | Portugalia        | 4                 |                   |       |       |

### Ćwierćfinały
| 9 listopada 2006 09:40 | Francja · Didier Samoun 14' · Jeremy Basquaise 16' · Jean-Marc Edouard 31' | 3:2(0:0, 2:0, 1:2) | Japonia · 36' Masahiko Toma · 36' (k) Nauyoki Kuroki | Copacabana Beach Soccer Arena Widzów: 6 000 |
|                        |                                                                            |                    |                                                      |                                             |

| 9 listopada 2006 11:00 | Brazylia · Junior Nego 4', 21', 36' · Benjamin 14', 25', 34' · Bueno 22', 23' · Bruno 24', 24' · Betinho 25', 28' | 12:1(1:0, 6:0, 5:1) | Kanada · 34' Sipho Sibiya | Copacabana Beach Soccer Arena Widzów: 10 000 |
|                        | |                     |                           |                                              |

| 9 listopada 2006 12:20 | Portugalia · Alan 3' · Madjer 13', 27', 28' · Gustavo 22' · Belchior 31' | 6:2(1:0, 2:1, 3:1) | Bahrajn · 18' Abdullah Omar · 29' Rashed Salem | Copacabana Beach Soccer Arena Widzów: 6 000 |
|                        |                                                                          |                    |                                                |                                             |

| 9 listopada 2006 13:40 | Argentyna · Santiago Hilaire 28' | 1:2(0:0, 0:0, 1:2) | Urugwaj · 36' Ricar · 36' Miguel | Copacabana Beach Soccer Arena Widzów: 4 500 |
|                        |                                  |                    |                                  |                                             |

### Półfinały
| 11 listopada 2006 09:30 | Francja · Sebastien Perez 20' · Didier Samoun 35' | 2:2 (dog.) k. 0:1(0:1, 1:0, 1:1, 0:0) | Urugwaj · 3', 34' Fabian | Copacabana Beach Soccer Arena Widzów: 10 000 |
|                         |                                                   |                                       |                          |                                              |
|                         |                                                   | Rzuty karne                           |                          |                                              |
| Jean-Marc Edouard       |                                                   | Ricar                                 |                          |                                              |

| 11 listopada 2006 11:00 | Brazylia · Sidney 6', 19', 29' · Bueno 9' · Bruno 13', 27' · Betinho 18' | 7:4(2:4, 3:0, 2:0) | Portugalia · 1', 6', 10' Madjer · 7' Alan | Copacabana Beach Soccer Arena Widzów: 10 000 |
|                         |                                                                          |                    |                                           |                                              |

### Mecz o 3.miejsce
| 12 listopada 2006 09:30 | Francja · Jairzinho Cardoso 1', 19' · Thierry Ottavy 7' · Didier Samoun 25' · Laurent Castro 28' · Stephane Francois 30' | 6:4(2:2, 1:1, 3:1) | Portugalia · 1' Alan · 11', 14', 30' Madjer | Copacabana Beach Soccer Arena Widzów: 10 000 |
|                         | |                    |                                             |                                              |

### Finał
| 12 listopada 2006 11:00 | Urugwaj · Ricar 14' | 1:4(0:1, 1:1, 0:2) | Brazylia · 11' Buru · 17' Benjamin · 26' Duda · 34' Sidney | Copacabana Beach Soccer Arena Widzów: 10 000 |
|                         |                     |                    |                                                            |                                              |

Mistrzostwo Świata w piłce nożnej plażowej:

 BRAZYLIA (10. tytuł)